# Land of Cockayne
Land of Cockayne (1981) es el décimo y último álbum de estudio de Soft Machine.
El título alude a lo que se conoce en español como País de Cucaña.

## Lista de canciones
Todas por Karl Jenkins.
1. "Over 'n' Above" – 7:24
2. "Lotus Groves" – 4:57
3. "Isle of the Blessed" – 1:56
4. "Panoramania" – 7:07
5. "Behind the Crystal Curtain" – 0:53
6. "Palace of Glass" – 3:22
7. "Hot-Biscuit Slim" – 7:27
8. "(Black) Velvet Mountain" – 5:10
9. "Sly Monkey" – 5:00
10. "A Lot of What You Fancy..." – 0:35